# MotoGP '08
MotoGP '08 — відеогра-симулятор гонок на мотоциклах, розроблена компанією Milestone.

## Відгуки
| Видання     | Оцінка |
| ----------- | ------ |
| Домашний ПК | 3/5    |